# Airaphilus seabrai
Airaphilus seabrai é uma espécie de insetos coleópteros polífagos pertencente à família Silvanidae.
A autoridade científica da espécie é Luna de Carvalho, tendo sido descrita no ano de 1951.
Trata-se de uma espécie presente no território português.